# Gilles Kohler
Gilles Kohler (ur. 18 listopada 1948 w Vernon) – francuski aktor.

## Życiorys
Były modelem, zanim rozpoczął karierę aktorską w 1974 jako blond anioł Jean w dramacie Marcela Carné Cudowna wizyta (La merveilleuse visite, 1974). Dwa lata później zagrał Jeana-Pierre’a Arnauda, aktora teatralnego, kochanka między dwiema kobietami (Claude Jade w podwójnej roli) w dramacie Le Choix (1976). Wystąpił jako Scorpion w filmie erotycznym Just Jaeckina Le Dernier Amant romantique (1978) z Dayle Haddon, Fernando Reyem, Thierrym Lhermitte i Danielem Duvalem. 
Był kierowcą Jeana-Paula Belmondo w komedii Claude’a Zidi Dubler (L'animal, 1977). 
Od lat 80. Gilles Kohler występował w amerykańskich operach mydlanych: Szpital miejski (General Hospital), Dallas i Wszystkie moje dzieci (All My Children), a także grał małe role w amerykańskich filmach, w tym Zabójcza broń (1987) z Melem Gibsonem.

## Filmografia

### Filmy fabularne
- 1974: Cudowna wizyta (La merveilleuse visite) jako Jean, anioł
- 1976: Le choix jako Jean-Pierre Arnaud
- 1976: Amore grande, amore libero jako Paolo
- 1976: L'inconveniente
- 1977: Bilitis jako Pierre
- 1977: Dubler (L'animal) jako szofer Bruno
- 1977: Le mille-pattes fait des claquettes
- 1978: Le dernier amant romantique jako Skorpion
- 1987: Zabójcza broń (Lethal Weapon) jako Mercenary

### Seriale TV
- 1978: Mutant (Le Mutant) jako Briand
- 1982: Szpital miejski (General Hospital) jako Phillipe
- 1983: Dallas
- 1983: Hart to Hart jako Pierre Dupont
- 1984: Dallas
- 1985: Wszystkie moje dzieci (All My Children) jako Gilles St. Claire